# Wiedergutmachungskonferenz
Die Wiedergutmachungskonferenz gehört zu den Methoden des Täter-Opfer-Ausgleichs/der Restorative Justice. Dabei werden Menschen aus dem sozialen Umfeld von direkt an einer Straftat beteiligten Personen in die Gespräche involviert. Eine ähnliche Bezeichnung ist die Gemeinschaftskonferenz/restorative conference. Die Methode gehört zu den Kreisverfahren, wie auch der Familienrat und die Familiengruppenkonferenz.

## Ablauf
Dem Zusammentreffen der verschiedenen Parteien geht eine ausgiebige Vorbereitungsphase voraus. Die Wiedergutmachungskonferenz an sich wird in drei Schritten durchgeführt. Nach den Gesprächsterminen bleibt der Sozialarbeiter weiterhin mit den Beteiligten in Kontakt.

### Vorbereitung auf die Konferenz
Zunächst kontaktiert der Sozialarbeiter die direkt an der Tat beteiligten Personen und erfragt deren Bereitschaft, an einem Täter-Opfer-Ausgleich teilzunehmen. Täter und Opfer entscheiden, wer an der Konferenz teilnehmen soll. Bevor die verschiedenen Parteien aufeinander treffen, werden einzeln Gespräche mit dem Sozialarbeiter geführt. Dabei werden die emotionale Verfassung, Möglichkeiten und Ziele thematisiert. Jede Person soll sich schon vor der Zusammenkunft mit den fünf Fragen, die in der Konferenz besprochen werden, beschäftigen.

### Eröffnung
Der Sozialarbeiter stellt die Anwesenden vor und erläutert die Regeln, Ziele und die Vorgehensweise der Wiedergutmachungskonferenz.

### Fünf Fragen
Die Beteiligten beantworten nacheinander fünf Fragen:
1.	An die direkt Betroffenen: Aufforderung, die Tat aus eigener Sicht zu schildern.
An die indirekt Betroffenen: Wie haben Sie von der Tat erfahren?
2.	Welche Gedanken und Emotionen sind aufgekommen?
3.	Welche Folgen hat das Geschehnis für Sie und andere?
4.	Was belastet Sie am meisten?
5.	Was ist Ihnen am wichtigsten?
Durch die Beantwortung dieser fünf Fragen ist ein fester Rahmen gegeben. Die Tat wird schrittweise aufgearbeitet.

### Zukunftsaussicht
Jeder äußert seine Vorstellungen davon, welche Form der Wiedergutmachung angemessen ist. Schlussendlich wird eine gemeinsame Lösung entwickelt.

### Nach der Konferenz
Der Sozialarbeiter kontrolliert, ob die Beteiligten sich an ihren Teil der Abmachung halten. Ist dies nicht der Fall, kann es zu einer erneuten Konferenz kommen.
Außerdem wird die Konferenz von den Beteiligten bewertet.

## Die Beteiligten
Es ist günstig, wenn die Beteiligten bestimmte Verhaltensweisen einhalten. Diese werden von dem Sozialarbeiter vermittelt.

### Rolle des Sozialarbeiters
Wie sich die Wiedergutmachungskonferenz konkret gestaltet, wird in erster Linie durch die Betroffenen bestimmt. Der Sozialarbeiter vermittelt dabei zwischen den Parteien und gibt die nötigen Informationen.

### Rolle der Angehörigen des Täters
Das Umfeld des Täters sollte ihn dabei unterstützen, den Prozess durchzustehen und die gemeinsam vereinbarten Ziele umzusetzen. Es ist wenig gewinnbringend, Schuldzuweisungen zu machen. Stattdessen sollte dem Täter Wertschätzung dafür entgegengebracht werden, dass er sich dazu bereit erklärt, sich mit seiner Tat und den Möglichkeiten der Wiedergutmachung zu beschäftigen.

### Rolle der Angehörigen des Opfers
Die Angehörigen des Opfers sollten es emotional stärken. Da sie oft weniger starke Hemmungen gegenüber dem Täter haben, können sie helfen, eine Verbindung herzustellen. Womöglich fällt es ihnen leichter, die Wiedergutmachungsversuche des Täters anzunehmen. Außerdem sollten sie der betroffenen Person dabei helfen, ihre Anliegen verständlich zu machen.

### Außenstehende Personen
Es besteht die Möglichkeit, zusätzliche Personen, die nicht von der Tat betroffen sind, in die Konferenz miteinzubeziehen. Diese sollen eine emotionale Stütze sein.  Die den Täter unterstützende Person sollte von positiven Eigenschaften des Täters berichten. Dadurch kann der Täter aus einer anderen Sichtweise, über das Geschehen hinaus, kennengelernt werden. Eine Begleitung des Opfers ist vor allem dann sinnvoll, wenn dessen Familie nicht ausreichend dazu in der Lage ist, das Opfer zu stärken.

## Vorteile
Meist leiden auch die Familien von Täter und Opfer unter den Folgen. Im Rahmen der Konferenz können die Schäden in einem sicheren und professionellen Rahmen aufgearbeitet werden.
Des Weiteren können Verhärtungen auf emotionaler Ebene durch die verstärkte Konfrontation mit der Schuld eher beseitigt werden. Der Täter soll verstehen, dass die Tat nicht nur für eine Person Folgen hat.
Die Tat wird aus verschiedenen Perspektiven beleuchtet. Auch die möglichen Gründe, warum der Täter so gehandelt hat, werden in erhöhtem Maße erforscht. Infolgedessen kann darauf hingewiesen werden, welche Änderungen in der Lebenswelt des Täters nötig sind, damit sich das Verhalten zukünftig anders gestaltet. Womöglich besteht ein Zusammenhang zwischen dem Verhalten des Täters und problembehafteten Strukturen innerhalb des familiären Umfelds. Diverse Probleme, die im System bestehen, können aufgedeckt werden, wodurch eine Chance auf Veränderung besteht.

## Nachteile
Der Sozialarbeiter ist für mehrere Personen zugleich zuständig und kann sich womöglich nicht ausreichend um den Einzelnen (insbesondere Täter und Opfer) kümmern. Allerdings besteht die Möglichkeit, dass eine unterstützende Person hinzugezogen wird.
Durch die starke Konfrontation mit der Schuld wird der Täter bzw. sein System womöglich einem zu hohen Schamgefühl ausgesetzt. Infolgedessen kann es zu einer Abwehrhaltung kommen, wodurch Aggressionen womöglich verstärkt werden.
Das Risiko, dass durch die Auseinandersetzung mit der Tat das Trauma des Opfers reaktualisiert wird, ist durch die verstärkte Form des Prozesses erhöht.